# Aujargues
Aujargues est une commune française située dans le sud du département du Gard, en région Occitanie.
Exposée à un climat méditerranéen, elle est drainée par le ruisseau des Corbières et par un autre cours d'eau. La commune possède un patrimoine naturel remarquable composé de deux zones naturelles d'intérêt écologique, faunistique et floristique.
Aujargues est une commune rurale qui compte 769 habitants en 2022, après avoir connu une forte hausse de la population depuis 1962. Elle fait partie de l'aire d'attraction de Nîmes. Ses habitants sont appelés les Aujarguois et Aujarguoises.
Le patrimoine architectural de la commune comprend deux  immeubles protégés au titre des monuments historiques : l'église Saint-Martin, inscrite en 1984, et le château, inscrit en 2014.

## Géographie

### Localisation
Les communes de Souvignargues, Calvisson, Congénies, et Villevieille sont limitrophes de la commune d'Aujargues.

### Climat
Pour des articles plus généraux, voir Climat de l'Occitanie et Climat du Gard.
En 2010, le climat de la commune est de type climat méditerranéen franc, selon une étude s'appuyant sur une série de données couvrant la période 1971-2000. En 2020, Météo-France publie une typologie des climats de la France métropolitaine dans laquelle la commune est exposée à un climat méditerranéen et est dans la région climatique Provence, Languedoc-Roussillon, caractérisée par une pluviométrie faible en été, un très bon ensoleillement (2 600 h/an), un été chaud (21,5 °C), un air très sec en été, sec en toutes saisons, des vents forts (fréquence de 40 à 50 % de vents > 5 m/s) et peu de brouillards.
Pour la période 1971-2000, la température annuelle moyenne est de 14,1 °C, avec une amplitude thermique annuelle de 17 °C. Le cumul annuel moyen de précipitations est de 777 mm, avec 6,3 jours de précipitations en janvier et 2,9 jours en juillet. Pour la période 1991-2020, la température moyenne annuelle observée sur la station météorologique la plus proche, située sur la commune de Villevieille à 2 km à vol d'oiseau, est de 14,8 °C et le cumul annuel moyen de précipitations est de 761,1 mm,. Pour l'avenir, les paramètres climatiques de la commune estimés pour 2050 selon différents scénarios d'émission de gaz à effet de serre sont consultables sur un site dédié publié par Météo-France en novembre 2022.

### Milieux naturels et biodiversité

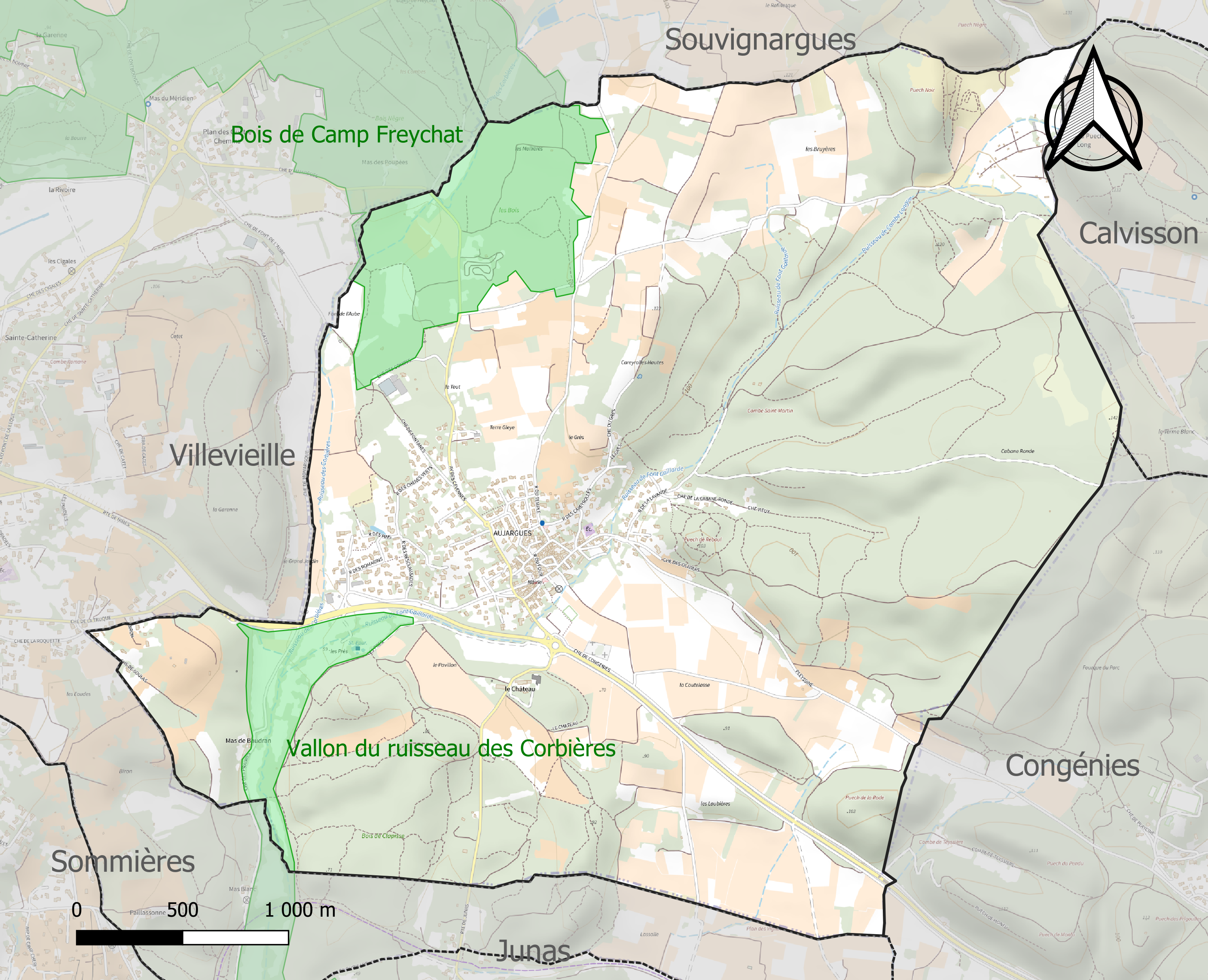
Carte des ZNIEFF de type 1 localisées sur la commune.

L’inventaire des zones naturelles d'intérêt écologique, faunistique et floristique (ZNIEFF) a pour objectif de réaliser une couverture des zones les plus intéressantes sur le plan écologique, essentiellement dans la perspective d’améliorer la connaissance du patrimoine naturel national et de fournir aux différents décideurs un outil d’aide à la prise en compte de l’environnement dans l’aménagement du territoire.
Deux ZNIEFF de type 1 sont recensées sur la commune :
le « bois de Camp Freychat » (162 ha), couvrant 3 communes du département, et 
le « vallon du ruisseau des Corbières » (72 ha), couvrant 4 communes du département.

## Urbanisme

### Typologie
Au 1er janvier 2024, Aujargues est catégorisée bourg rural, selon la nouvelle grille communale de densité à sept niveaux définie par l'Insee en 2022.
Elle est située hors unité urbaine. Par ailleurs la commune fait partie de l'aire d'attraction de Nîmes, dont elle est une commune de la couronne,. Cette aire, qui regroupe 92 communes, est catégorisée dans les aires de 200 000 à moins de 700 000 habitants,.

### Occupation des sols
L'occupation des sols de la commune, telle qu'elle ressort de la base de données européenne d’occupation biophysique des sols Corine Land Cover (CLC), est marquée par l'importance des forêts et milieux semi-naturels (46,6 % en 2018), une proportion sensiblement équivalente à celle de 1990 (45,9 %). La répartition détaillée en 2018 est la suivante : 
forêts (37 %), cultures permanentes (36,1 %), zones agricoles hétérogènes (10 %), milieux à végétation arbustive et/ou herbacée (9,6 %), zones urbanisées (7,3 %). L'évolution de l’occupation des sols de la commune et de ses infrastructures peut être observée sur les différentes représentations cartographiques du territoire : la carte de Cassini (XVIIIe siècle), la carte d'état-major (1820-1866) et les cartes ou photos aériennes de l'IGN pour la période actuelle (1950 à aujourd'hui).

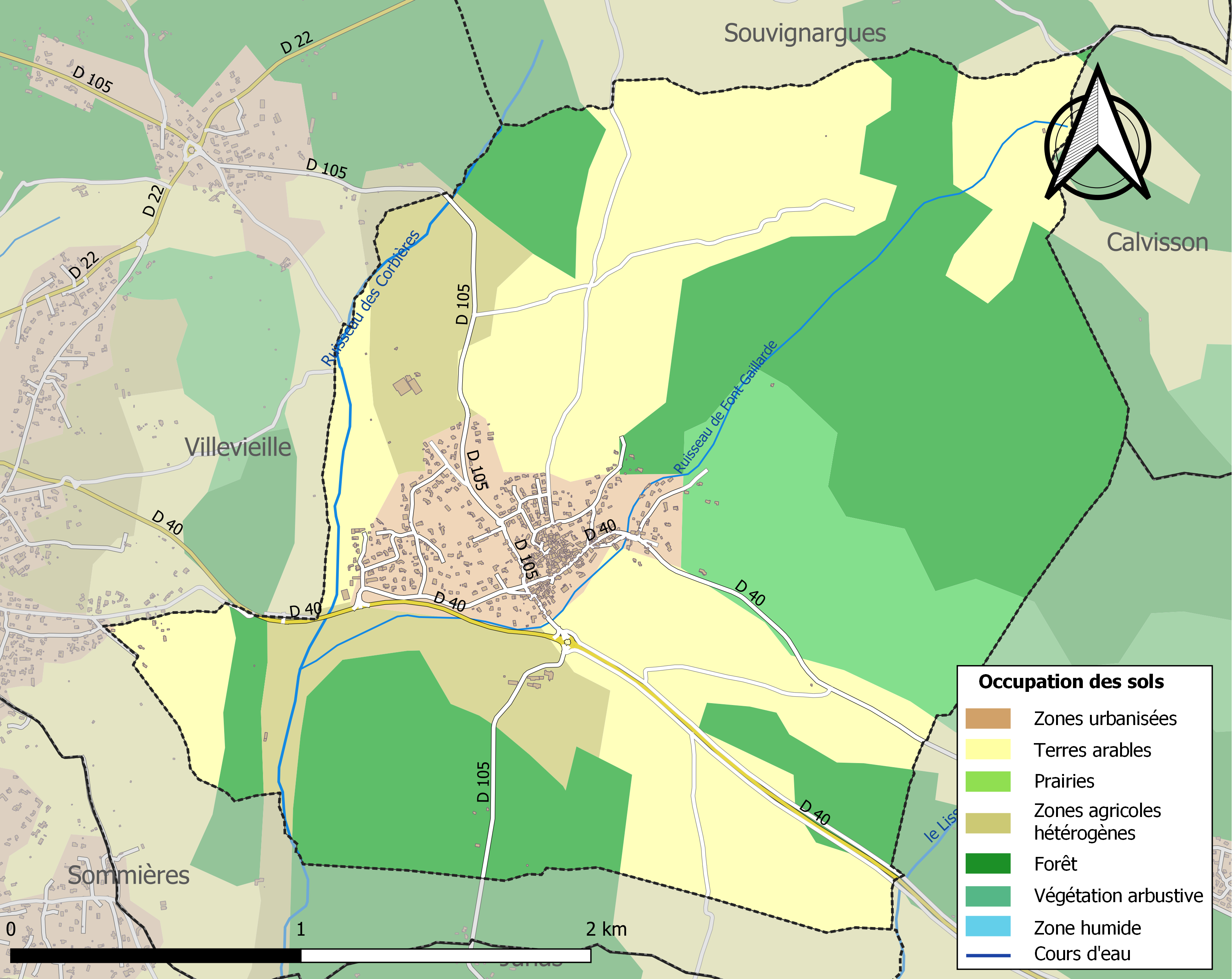
Carte des infrastructures et de l'occupation des sols de la commune en 2018 (CLC).

### Risques majeurs
Le territoire de la commune d'Aujargues est vulnérable à différents aléas naturels : météorologiques (tempête, orage, neige, grand froid, canicule ou sécheresse), inondations, feux de forêts et séisme (sismicité faible). Un site publié par le BRGM permet d'évaluer simplement et rapidement les risques d'un bien localisé soit par son adresse soit par le numéro de sa parcelle.
Certaines parties du territoire communal sont susceptibles d’être affectées par le risque d’inondation par débordement de cours d'eau, notamment La commune a été reconnue en état de catastrophe naturelle au titre des dommages causés par les inondations et coulées de boue survenues en 1982, 1988, 2002 et 2014,.

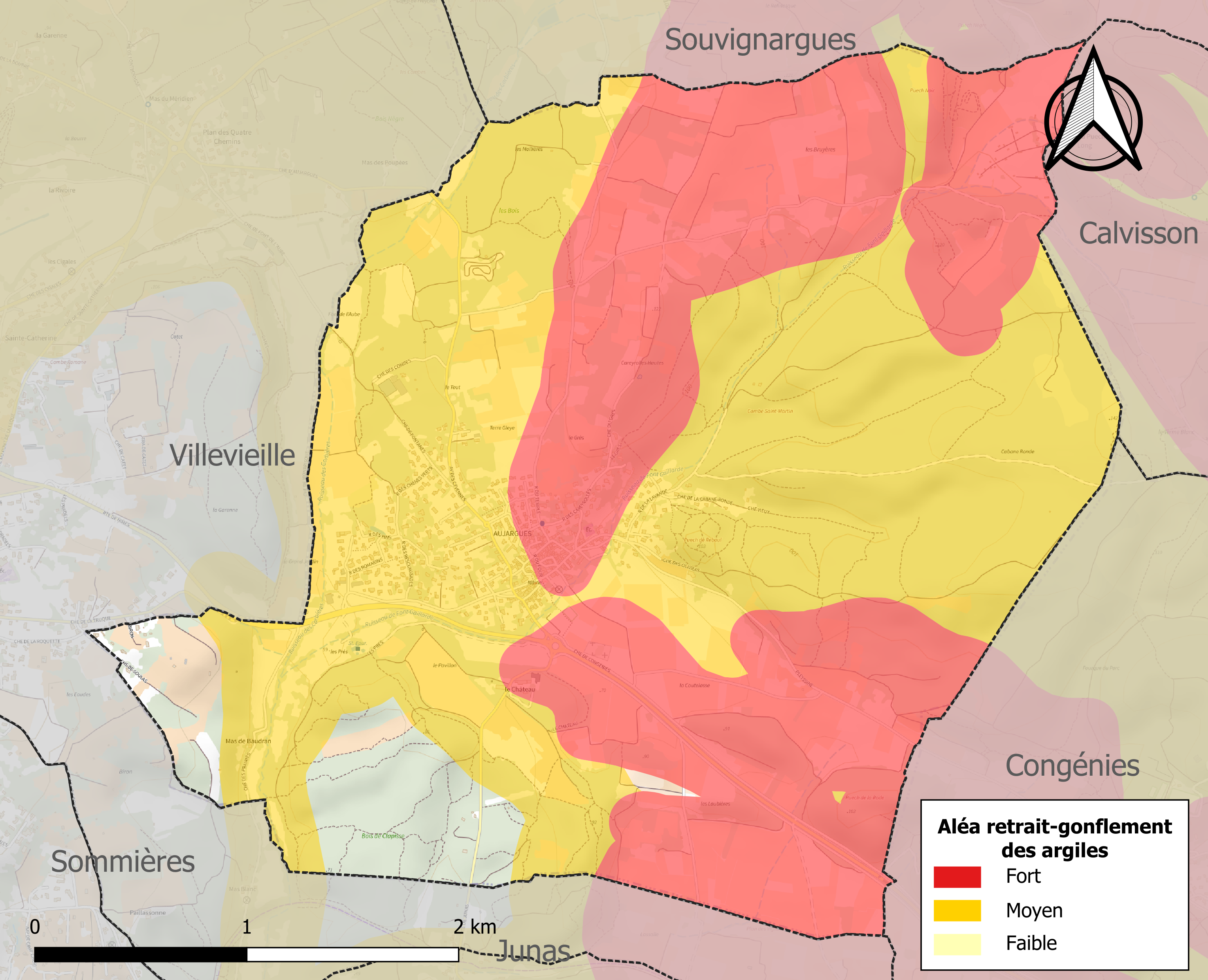
Carte des zones d'aléa retrait-gonflement des sols argileux d'Aujargues.

Le retrait-gonflement des sols argileux est susceptible d'engendrer des dommages importants aux bâtiments en cas d’alternance de périodes de sécheresse et de pluie. 92,8 % de la superficie communale est en aléa moyen ou fort (67,5 % au niveau départemental et 48,5 % au niveau national). Sur les 415 bâtiments dénombrés sur la commune en 2019, 406 sont en aléa moyen ou fort, soit 98 %, à comparer aux 90 % au niveau départemental et 54 % au niveau national. Une cartographie de l'exposition du territoire national au retrait gonflement des sols argileux est disponible sur le site du BRGM,.
Par ailleurs, afin de mieux appréhender le risque d’affaissement de terrain, l'inventaire national des cavités souterraines permet de localiser celles situées sur la commune.

## Toponymie
Abbatia Sancti-Martini de Orianiches (bullaire de Saint-Gilles : Ménard I, preuves p. 29, c. 1) en 1119. Du nom de personne latin Aurius, suivi du suffixe -anicis.
Ses habitants sont les Aujarguois et Aujarguoises.

## Politique et administration

### Liste des maires
| Période                                  | Période  | Identité       | Étiquette | Qualité |
| ---------------------------------------- | -------- | -------------- | --------- | ------- |
| mars 2001                                | 2008     | Yves Heran     | DVG       |         |
| mars 2008                                | 2014     | Guy Lamadie    |           |         |
| mars 2014                                | En cours | Bernard Chluda | DVG       | Cadre   |
| Les données manquantes sont à compléter. |          |                |           |         |

## Population et société

### Démographie
L'évolution du nombre d'habitants est connue à travers les recensements de la population effectués dans la commune depuis 1793. Pour les communes de moins de 10 000 habitants, une enquête de recensement portant sur toute la population est réalisée tous les cinq ans, les populations de référence des années intermédiaires étant quant à elles estimées par interpolation ou extrapolation. Pour la commune, le premier recensement exhaustif entrant dans le cadre du nouveau dispositif a été réalisé en 2004.

En 2022, la commune comptait 769 habitants, en évolution de −12,21 % par rapport à 2016 (Gard : +2,97 %, France hors Mayotte : +2,11 %).
| 1793 | 1800 | 1806 | 1821 | 1831 | 1836 | 1841 | 1846 | 1851 |
| ---- | ---- | ---- | ---- | ---- | ---- | ---- | ---- | ---- |
| 480  | 495  | 552  | 604  | 618  | 641  | 577  | 575  | 560  |

| 1856 | 1861 | 1866 | 1872 | 1876 | 1881 | 1886 | 1891 | 1896 |
| ---- | ---- | ---- | ---- | ---- | ---- | ---- | ---- | ---- |
| 567  | 578  | 594  | 565  | 530  | 383  | 351  | 403  | 405  |

| 1901 | 1906 | 1911 | 1921 | 1926 | 1931 | 1936 | 1946 | 1954 |
| ---- | ---- | ---- | ---- | ---- | ---- | ---- | ---- | ---- |
| 360  | 368  | 328  | 305  | 304  | 326  | 317  | 253  | 248  |

| 1962 | 1968 | 1975 | 1982 | 1990 | 1999 | 2004 | 2006 | 2009 |
| ---- | ---- | ---- | ---- | ---- | ---- | ---- | ---- | ---- |
| 223  | 232  | 295  | 366  | 469  | 673  | 764  | 778  | 844  |

| 2014 | 2019 | 2022 | - | - | - | - | - | - |
| ---- | ---- | ---- | - | - | - | - | - | - |
| 875  | 787  | 769  | - | - | - | - | - | - |

### Manifestations culturelles et festivités
Manifestations taurines organisées par l'Association Jeunesse Aujarguoise le second weekend de juin, tous les ans.

## Économie

### Revenus
En 2018  (données Insee publiées en septembre 2021), la commune compte 372 ménages fiscaux, regroupant 854 personnes. La médiane du revenu disponible par unité de consommation est de 22 520 € (20 020 € dans le département).

### Emploi
|                | 2008   | 2013  | 2018   |
| -------------- | ------ | ----- | ------ |
| Commune        | 7,1 %  | 8,8 % | 10,7 % |
| Département    | 10,6 % | 12 %  | 12 %   |
| France entière | 8,3 %  | 10 %  | 10 %   |

En 2018, la population âgée de 15 à 64 ans s'élève à 487 personnes, parmi lesquelles on compte 77 % d'actifs (66,3 % ayant un emploi et 10,7 % de chômeurs) et 23 % d'inactifs,. En  2018, le taux de chômage communal (au sens du recensement) des 15-64 ans est inférieur à celui du département, mais supérieur à celui de la France, alors qu'en 2008 il était inférieur à celui de la France.
La commune fait partie de la couronne de l'aire d'attraction de Nîmes, du fait qu'au moins 15 % des actifs travaillent dans le pôle,. Elle compte 87 emplois en 2018, contre 106 en 2013 et 99 en 2008. Le nombre d'actifs ayant un emploi résidant dans la commune est de 325, soit un indicateur de concentration d'emploi de 26,8 % et un taux d'activité parmi les 15 ans ou plus de 53,9 %.
Sur ces 325 actifs de 15 ans ou plus ayant un emploi, 43 travaillent dans la commune, soit 13 % des habitants. Pour se rendre au travail, 92 % des habitants utilisent un véhicule personnel ou de fonction à quatre roues, 2,6 % les transports en commun, 1,5 % s'y rendent en deux-roues, à vélo ou à pied et 3,8 % n'ont pas besoin de transport (travail au domicile).

### Activités hors agriculture

#### Secteurs d'activités
81 établissements sont implantés  à Aujargues au 31 décembre 2019. Le tableau ci-dessous en détaille le nombre par secteur d'activité et compare les ratios avec ceux du département,.
| Secteur d'activité                                                                                        | Commune | Commune | Département |
| Secteur d'activité                                                                                        | Nombre  | %       | %           |
| --- | ------- | ------- | ----------- |
| Ensemble                                                                                                  | 81      | 100 %   | (100 %)     |
| Industrie manufacturière, industries extractives et autres                                                | 8       | 9,9 %   | (7,9 %)     |
| Construction                                                                                              | 21      | 25,9 %  | (15,5 %)    |
| Commerce de gros et de détail, transports, hébergement et restauration                                    | 19      | 23,5 %  | (30 %)      |
| Information et communication                                                                              | 1       | 1,2 %   | (2,2 %)     |
| Activités financières et d'assurance                                                                      | 2       | 2,5 %   | (3 %)       |
| Activités immobilières                                                                                    | 1       | 1,2 %   | (4,1 %)     |
| Activités spécialisées, scientifiques et techniques et activités de services administratifs et de soutien | 9       | 11,1 %  | (14,9 %)    |
| Administration publique, enseignement, santé humaine et action sociale                                    | 12      | 14,8 %  | (13,5 %)    |
| Autres activités de services                                                                              | 8       | 9,9 %   | (8,8 %)     |

Le secteur de la construction est prépondérant sur la commune puisqu'il représente 25,9 % du nombre total d'établissements de la commune (21 sur les 81 entreprises implantées  à Aujargues), contre 15,5 % au niveau départemental.

#### Entreprises et commerces
Les quatre entreprises ayant leur siège social sur le territoire communal qui génèrent le plus de chiffre d'affaires en 2020 sont : 
- Chadapi, supermarchés (3 911 k€) ;
- SARL Mirahbel, commerce de détail de fleurs, plantes, graines, engrais, animaux de compagnie et aliments pour ces animaux en magasin spécialisé (1 053 k€) ;
- CRV, taille, façonnage et finissage de pierres (629 k€) ;
- Sudware, édition de logiciels applicatifs (235 k€).

### Agriculture
|               | 1988 | 2000 | 2010 | 2020 |
| ------------- | ---- | ---- | ---- | ---- |
| Exploitations | 34   | 16   | 12   | 7    |
| SAU (ha)      | 165  | 125  | 107  | 75   |

La commune est dans le « Soubergues », une petite région agricole occupant une frange sud-ouest du département du Gard. En 2020, l'orientation technico-économique de l'agriculture  sur la commune est la viticulture. Sept exploitations agricoles ayant leur siège dans la commune sont dénombrées lors du recensement agricole de 2020 (34 en 1988). La superficie agricole utilisée est de 75 ha,,.

## Culture locale et patrimoine

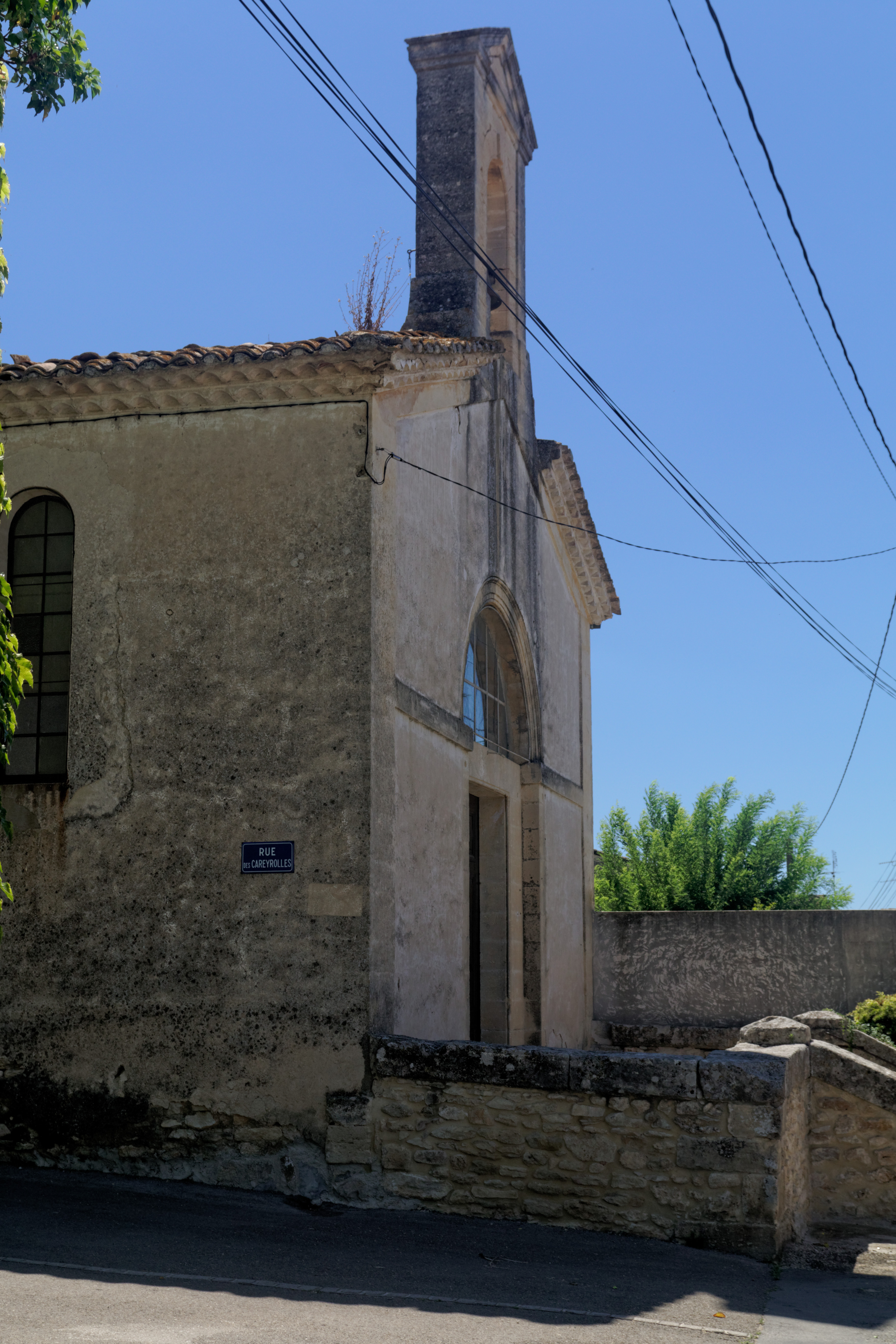
Temple de l'Église Réformée Unie de France.

### Édifices religieux
- Église Saint-Martin d'Aujargues : elle est inscrite à l'inventaire des Monuments historiques depuis le 28 décembre 1984[24]. C'est un édifice de la fin du XVIIe siècle construit entre 1686 et 1689.
- Le temple de l'Église réformée de France vers 1840 à l'emplacement de l'ancienne église.

### Édifices civils
- Château d'Aujargues, site naturel classé depuis 1969. Inscription Monuments Historiques 2015. D'abord château fort situé hors du village, il a appartenu vers 1150 à la famille Bernard Aton, chevaliers des Arènes. Vers 1306, Philippe le Bel donne ce château à Guillaume de Nogaret  pour le remercier de son rôle dans le conflit qui l'opposait au pape Boniface VIII (attentat d'Anagni). Le château et le domaine resteront 494 ans dans la famille des Nogaret. Le 1er avril 1792, le château est incendié (le même jour que les châteaux d'Aubais et Gallargues-le-Montueux). En 1800, Joseph de Nogaret le vend à M. Causse d'Aigues-Vives.
- Ancien et remarquable pigeonnier (IMH 2015) appartenant au château, de l'autre côté de la petite route qui va à Junas. Sa tour est posée sur 4 arcades formant une voûte dont la clef porte la date de sa construction en 1699. À signaler, sous le château, une glacière d'époque Louis XIV appartenant elle aussi au château. La glace était très appréciée à cette époque.
- L'ancien pont de la Cure qui permettait au curé d'aller du presbytère à son jardin. Sous Napoléon III, les services des Ponts et Chaussées ont creusé une tranchée pour permettre une circulation plus facile sur la départementale 10 (actuel CD 40) de cette époque en direction de Sommières. Le curé a donc demandé la construction d'un pont pour rejoindre son jardin depuis la cure par-dessus la nouvelle route. C'est ce qui a été fait. En 1866, la route était ainsi ouverte à la circulation. À signaler qu'en 1993, un camion a malencontreusement détruit ce pont. Il a été reconstruit à l'identique mais entièrement en pierre tendre contrairement au modèle original qui comportait des éléments en calcaire de Roquemallière, plus durs. De nombreux peintres ont fait des tableaux à partir de ce site particulièrement pittoresque.
- Le monument aux morts (1923), à côté de l'église, est une œuvre répertoriée  par la DRAC.
- Les anciens lavoirs.
- Nombreuses et remarquables cabanes de pierre sèche, les capitelles, à travers la garrigue.

### Patrimoine environnemental
Plantations de nombreuses espèces d'arbres sur le domaine du château ; dans le même secteur, un groupe de cyprès approcherait les 350 voire 400 ans (ouvrage Arbres remarquables du Gard).

### Personnalités liées à la commune
- Guillaume de Nogaret
- Frédéric Jacques Temple (1921-2020), écrivain et poète, résidant dans la commune.

## Héraldique
| Blason de Aujargues | Blason  | Deux écus accolés : 1. Écartelé : au premier et au quatrième d'or aux trois lambels de gueules l'un sur l'autre, au deuxième et au troisième d'azur aux trois pals d'or, les pals d'azur chargés chacun de quatre roses d'argent ; sur le tout d'argent au noyer terrassé de sinople 2. D'azur au chevron accompagné en chef d'un croissant accosté de deux étoiles et en pointe d'un trèfle, le tout d'argent. |
| Blason de Aujargues | Détails | |